# Ołeksandr Szarkowski
Ołeksandr Mykołajowycz Szarkowski (ur. 7 grudnia 1936 w Kijowie, zm. 21 listopada 2022) – ukraiński matematyk.

## Życiorys
Ukończył w roku 1958 Uniwersytet Kijowski, pracował w Instytucie Matematyki Ukraińskiej Akademii Nauk w Kijowie. Od 1967 również nauczał na Uniwersytecie Kijowskim. Od 2006 członek Narodowej Akademii Nauk Ukrainy.
Zajmował się m.in. układami dynamicznymi i funkcyjnymi równaniami różniczkowymi cząstkowymi. Jego najbardziej znana praca to twierdzenie Szarkowskiego opublikowane w 1964 roku, dotyczące występowania punktów okresowych funkcji ciągłych na prostej, w tamtym czasie zupełnie niedostrzeżone.